# Campeonato Mundial de Peso Crucero de AAA
El Campeonato Mundial de Peso Crucero de AAA (AAA World Cruiserweight Championship en inglés) es un campeonato de lucha libre profesional dentro de Lucha Libre AAA Worldwide. Este título sólo pueden ostentar los luchadores con un peso menor de 105 kg (231 lb). El campeón actual es Laredo Kid, quien se encuentra en su segundo reinado. 
El campeonato originalmente era llamado como "Campeonato de Peso Crucero de AAA", pero la palabra "Mundial" se agregó al nombre después de que El Hijo del Fantasma ganó una lucha el 17 de agosto de 2014, que unificó con el Campeonato de AAA Fusión. 
Los combates por el campeonato suelen ser regulares en los eventos pago por visión (PPV), ubicados en la mitad de la cartelera.

## Nombres
| Nombre                                    | Años                                       |
| ----------------------------------------- | ------------------------------------------ |
| Campeonato de Peso Crucero de AAA         | 21 de mayo de 2009 — 17 de agosto de 2014  |
| Campeonato Mundial de Peso Crucero de AAA | 17 de agosto de 2014 — presente            |
| Tricampeonato de AAA                      | 19 de marzo de 2017 — 1 de octubre de 2017 |

## Campeones

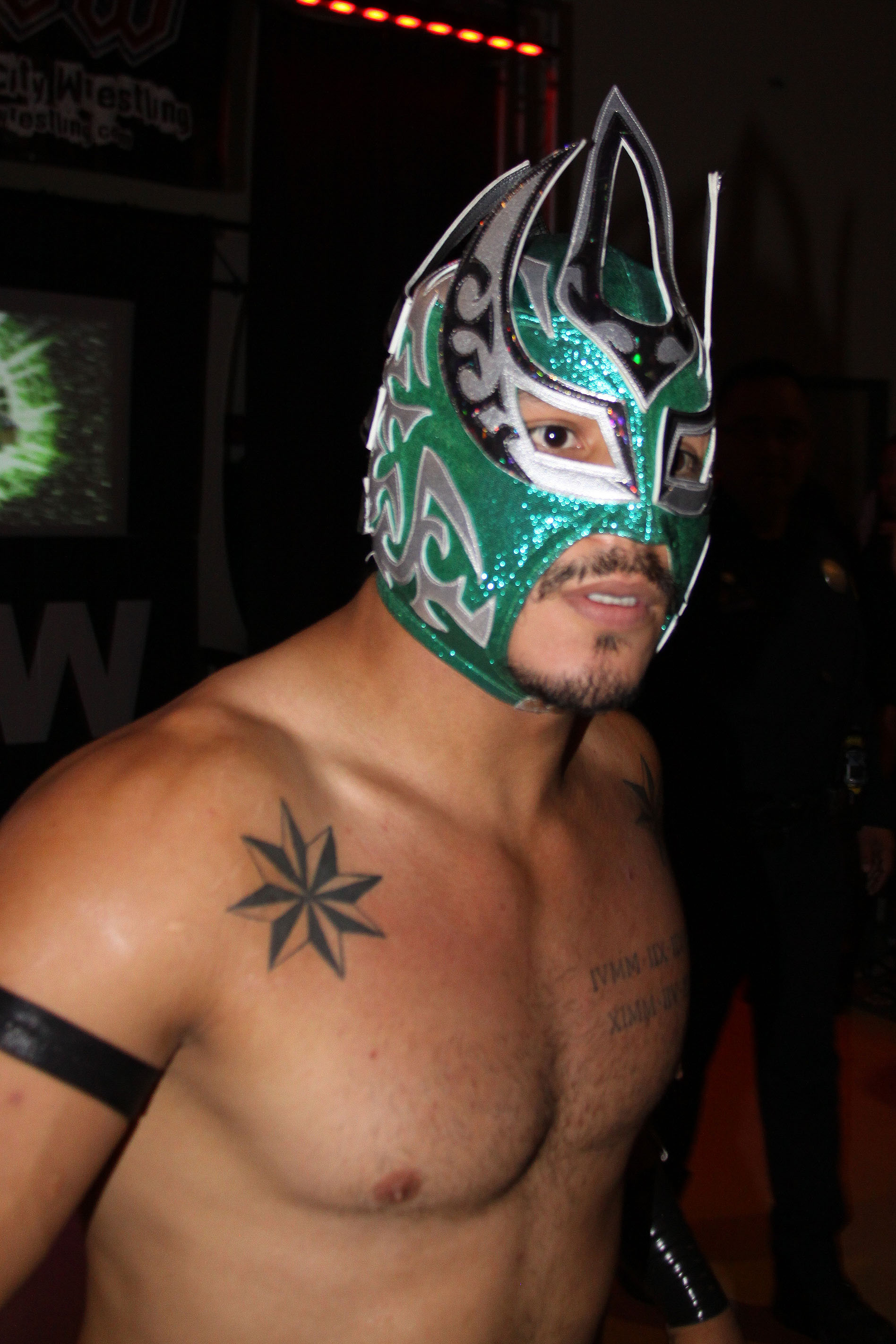
El campeón actual, Laredo Kid.

El Campeonato Mundial de Peso Crucero de AAA es el campeonato secundario de la empresa, creado en 2009 en un torneo. Desde esto, ha habido 14 distintos campeones oficiales, repartidos en 17 reinados en total. Además, el campeonato ha sido declarado vacante en dos ocasiones a lo largo de su historia. Alex Koslov, Jack Evans Johnny Mundo, Australian Suicide, Sammy Guevara y Matt Riddle son los seis luchadores no mexicanos que han ostentado el título.
El reinado más largo en la historia del título le pertenece a Laredo Kid, quien ha mantenido el campeonato por 1218 días entre los años 2019 y 2022. Por otro lado, un luchador han tenido reinados de menos de 10 días: Alex Koslov en 2009, con tan solo 9 días de duración.
En cuanto a los días en total como campeón (un acumulado entre la suma de todos los días de los reinados individuales de cada luchador), Laredo Kid también posee el primer lugar, con 1440+ días como campeón en sus dos reinados. Le siguen El Hijo del Fantasma (946 días en su único reinado), Jack Evans (713 días en su único reinado), Daga (623 días en su único reinado) y Fénix (394 días en su único reinado). Además, cinco luchadores fueron campeones durante más de un año de manera ininterrumpida: El Hijo del Fantasma (946 días), Laredo Kid (725 días), Jack Evans (713 días), Daga (623 días) y Fénix (394 días).
El campeón más joven en la historia es Daga, quien a los 24 años derrotó a Juventud Guerrera en Guerra de Titanes 2012. En contraparte, el campeón más viejo es Juventud Guerrera, quien a los 37 años derrotó a Jack Evans en la edición del 2010 en Noche de Campeones. En cuanto al peso de los campeones, Johnny Mundo es el más pesado con 102 kilogramos, mientras que Xtreme Tiger es el más liviano con 67 kilogramos.
Por último, Xtreme Tiger, Alex Koslov y Laredo Kid son los luchadores con más reinados, ya que posee con 2 (con 2 cada uno).

### Campeón actual
El actual campeón es Laredo Kid, quien se encuentra en su segundo reinado como campeón. Kid ganó el campeonato tras derrotar al ex campeón Matt Riddle el 7 de diciembre de 2024 en AAA Orígenes.
Kid aun no registra hasta el 17 de julio de 2025 las defensas televisadas:

### Lista de campeones
N/A indica cambios no reconocidos por Lucha Libre AAA Worldwide
| N.º | Campeón              | Lucha                    | Lucha                               | Lucha                            | Estadísticas | Estadísticas | Estadísticas      | Notas y referencias |
| N.º | Campeón              | Fecha                    | Evento                              | Ubicación                        | Reinado      | Días         | Defensas exitosas | Notas y referencias |
| --- | -------------------- | ------------------------ | ----------------------------------- | -------------------------------- | ------------ | ------------ | ----------------- | --- |
| 1   | Alex Koslov          | 21 de mayo de 2009       | AAA Sin Límite                      | Aguascalientes, Aguascalientes   | 1            | 23           | 1                 | Derrotó a Alan Stone y Extreme Tiger. |
| 2   | Extreme Tiger        | 13 de junio de 2009      | Triplemanía XVII                    | Ciudad de México                 | 1            | 69           | 1                 | Derrotó a Alan Stone, Alex Koslov y Crazy Boy. |
| 3   | Alex Koslov          | 21 de agosto de 2009     | Verano de Escándalo                 | Ciudad Madero, Tamaulipas        | 2            | 9            | 0                 | Derrotó a Extreme Tiger, Jack Evans, Teddy Hart y Rocky Romero. Éste es el reinado más corto de la historia del campeonato. |
| —   | Vacante              | 30 de agosto de 2009     | AAA Sin Límite                      | Tlanepantla, Estado de México    | —            | —            | —                 | Debido al despido de Koslov. |
| 4   | Extreme Tiger        | 26 de septiembre de 2009 | Héroes Inmortales III               | Monterrey, Nuevo León            | 2            | 253          | 2                 | Derrotó a Jack Evans, Rocky Romero, Sugi San y Teddy Hart. |
| 5   | Jack Evans           | 6 de junio de 2010       | Triplemanía XVIII                   | Ciudad de México                 | 1            | 713          | 1                 | Derrotó a Christopher Daniels, Extreme Tiger y NOSAWA. |
| 6   | Juventud Guerrera    | 19 de mayo de 2012       | Noche de Campeones                  | Chilpancingo, Guerrero           | 1            | 197          | 2                 | Derrotó a Jack Evans, Psicosis y Teddy Hart. |
| 7   | Daga                 | 2 de diciembre de 2012   | Guerra de Titanes                   | Zapopan, Jalisco                 | 1            | 623          | 4                 | Derrotó a Guerrera, Jack Evans, Psicosis, Fénix y Joe Líder. |
| 8   | El Hijo del Fantasma | 17 de agosto de 2014     | Triplemanía XXII                    | Ciudad de México                 | 1            | 946          | 6                 | Derrotó a Angélico, Daga, Fénix, Pentagón Jr., Bengala, Jack Evans, Drago, Australian Suicide y Joe Líder. El 17 de agosto se unificó el título con el Campeonato de AAA Fusión, renombrándose como Campeonato Mundial de Peso Crucero de AAA.                                                                                            |
| 9   | Johnny Mundo         | 19 de marzo de 2017      | Rey de Reyes                        | Monterrey, Nuevo León            | 1            | 196          | 1                 | Derrotó a El Texano Jr. y El Hijo del Fantasma donde el Campeonato Latinoamericano de AAA y Megacampeonato de AAA estuvieron también en juego por orden del Vampiro. El 4 de junio de 2017, el título se renombró como Tricampeonato de AAA (junto con el Megacampeonato y Latinoamericano) hasta su existencia del 1 de octubre de 2017. |
| 10  | Lanzeloth            | 1 de octubre de 2017     | Héroes Inmortales XI                | San Luis Potosí, San Luis Potosí | 1            | 117          | 1                 | Derrotó a Johnny Mundo, Máscara de Bronce, Venum, El Hijo del Vikingo, Solaris, Villano III Jr., Angelikal y Tiger Boy en un Elimination Match. |
| 11  | Australian Suicide   | 26 de enero de 2018      | Guerra de Titanes                   | Ciudad de México                 | 1            | 211          | 3                 | [ 18 ] |
| 12  | Sammy Guevara        | 25 de agosto de 2018     | Triplemanía XXVI                    | Ciudad de México                 | 1            | 175          | 1                 | Derrotó a Australian Suicide, ACH y Shane Strickland. |
| 13  | Laredo Kid           | 16 de febrero de 2019    | AAA Conquista Total                 | Morelia, Michoacán               | 1            | 1218         | 9                 | Este es el reinado más largo de la historia del campeonato. |
| —   | Lio Rush             | 10 de febrero de 2021    | Fusion                              | Orlando, Florida                 | —            | N/A          | —                 | El Campeonato Mundial Peso Medio de la MLW de Rush también estuvo en juego. AAA no reconoce el cambio titular debido a la falta de logística por parte de MLW ya que se había grabado la revancha, la cual fue descartada por Rush. |
| 14  | Fénix                | 18 de junio de 2022      | Triplemanía XXX: Tijuana            | Tijuana, Baja California         | 1            | 394          | 0                 | Derroto a Bandido, El Hijo del Vikingo, Laredo Kid y a Taurus en un Winner Takes All Match donde también estaba en juego el Campeonato Latinoamericano de AAA de Taurus, unificando ambos títulos. |
| —   | Vacante              | 16 de julio de 2023      | —                                   | —                                | —            | —            | —                 | Debido a que Fénix renunció al campeonato y dejó AAA por sus compromisos con otras promociones. |
| 15  | Komander             | 23 de septiembre de 2023 | AAA Luchando por México             | Ciudad de México                 | 1            | 329          | 0                 | Derrotó a Kuukai, Mecha Wolf 450 y SB Kento por el título vacante. |
| 16  | Matt Riddle          | 17 de agosto de 2024     | Triplemanía XXXII: Ciudad de México | Ciudad de México                 | 1            | 112          | 1                 | Derrotó a Komander y a Laredo Kid. |
| 17  | Laredo Kid           | 7 de diciembre de 2024   | AAA Orígenes                        | Ciudad de México                 | 2            | 222+         | 0                 | [ 24 ] |

### Total de días con el título
La siguiente lista muestra el total de días que un luchador ha poseído el campeonato, si se suman todos los reinados que posee.
A la fecha del 17 de julio de 2025.
| + | Indica el campeón actual |

| N.º | Campeón              | Reinados | Núm. defensas | Total de días |
| --- | -------------------- | -------- | ------------- | ------------- |
| 1   | Laredo Kid           | 2        | 9             | 1440+         |
| 2   | El Hijo del Fantasma | 1        | 6             | 946           |
| 3   | Jack Evans           | 1        | 1             | 713           |
| 4   | Daga                 | 1        | 4             | 623           |
| 5   | Fénix                | 1        | 0             | 394           |
| 6   | Komander             | 1        | 0             | 329           |
| 7   | Xtreme Tiger         | 2        | 2             | 322           |
| 8   | Australian Suicide   | 1        | 3             | 211           |
| 9   | Juventud Guerrera    | 1        | 2             | 197           |
| 10  | Johnny Mundo         | 1        | 1             | 196           |
| 11  | Sammy Guevara        | 1        | 1             | 175           |
| 12  | Lanzeloth            | 1        | 1             | 117           |
| 13  | Matt Riddle          | 1        | 1             | 112           |
| 14  | Alex Koslov          | 2        | 1             | 32            |

### Mayor cantidad de reinados

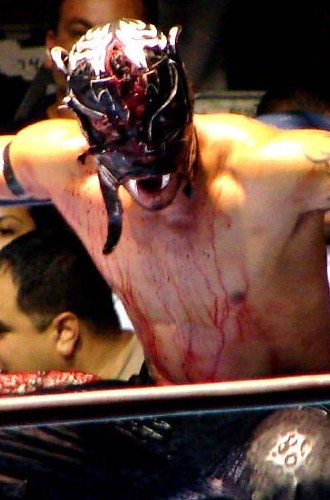
Extreme Tiger y Alex Koslov poseen el récord de mayor cantidad de reinados, con 2 reinados.

| Reinados | Luchador (es)                         |
| -------- | ------------------------------------- |
| 2 veces  | Xtreme Tiger, Alex Koslov, Laredo Kid |